# یانگ یانگ (بازیکن بیسبال)
یانگ یانگ (انگلیسی: Yang Yang؛ زادهٔ ۱۹ مهٔ ۱۹۸۶)  بازیکن بیسبال اهل چین است. در بازی‌های المپیک تابستانی ۲۰۰۸ شرکت کرده‌است.